# Luigi Giulotto
Luigi Giulotto (Mantova, 23 maggio 1911 – Pavia, 13 settembre 1986) è stato un fisico italiano.

## Biografia e carriera
Dopo gli studi liceali a Bergamo, si iscrisse alla Facoltà di Scienze dell'Università degli Studi di Pavia, quale alunno del Collegio Borromeo, laureandosi in fisica nel 1933, con una tesi in fisica sperimentale, sotto la guida di Luigi Piatti. Dopodiché, fu assistente di Alessandro Amerio al Politecnico di Milano fino al 1935, quando ritornò nell'ateneo pavese, come assistente di Adolfo Campetti.
Conseguita la libera docenza in fisica sperimentale nel 1942, dopo le vicende belliche riuscì, nel 1949, a partecipare ad un concorso a cattedre, dal quale, riuscito vincitore, poté prendere servizio alla cattedra di fisica superiore dell'Università di Pavia, che tenne fino al 1960, quando passò alla cattedra di fisica generale che resse fino al 1981, anno in cui entrò in quiescenza. 
Giulotto, dai primi anni '40 in poi, come fisico sperimentale lavorò, a Pavia, a stretto contatto con un gruppo di fisici teorici attivi all'Istituto di Fisica pavese, fra i quali c'erano Piero Caldirola, Paolo Gulmanelli, Pietro Bocchieri, Fausto Fumi, Angelo Loinger, attorno a cui si formò una valente scuola di fisica teorica. In particolare, la collaborazione con Caldirola si concretizzò in alcuni importanti lavori di spettroscopia, alcuni dei quali sull'effetto Raman. In altri lavori venivano approfondite le problematiche relative alla struttura fine di alcuni livelli energetici dell'atomo di idrogenosecondo il quadro teorico fornito dalla teoria quantistica, in particolare dalla versione relativistica di Paul Dirac. Gli studi sperimentali, iniziati nel 1942, furono completati, a causa degli eventi bellici, solo nel 1947. In un articolo, pubblicato su Physical Review, si confermava la discrepanza fra quanto allora prevedeva la teoria quantistica ed i risultati sperimentali condotti verso la fine degli anni trenta. Nello stesso periodo, Willis Lamb e Robert Retherford osservarono la transizione diretta tra lo stato (2)2s1/2 e lo stato (2)2p1/2, usando un fascio di microonde con la lunghezza d'onda opportuna.  Secondo la teoria di Dirac questi due stati avrebbero dovuto essere degeneri, cioè  avrebbero dovuto avere la stessa energia (Lamb shift).  Per questi risultati, a Lamb venne attribuito il Premio Nobel per la fisica nel 1955.
Dal 1948 al 1951, Giulotto riprese a condurre ricerche sull'effetto Raman, con notevoli risultati che verranno poi estesi da Alfred Kastler, anch'egli futuro premio Nobel nel 1966 per lavori in spettroscopia atomica. Dopodiché, sulla base del fenomeno della risonanza magnetica nucleare, scoperto da Felix Bloch e, indipendentemente, da Edward Mills Purcell nell'immediato dopoguerra, Giulotto effettuò nuove esperienze di rilevazione di questo fenomeno in campioni liquidi, riuscendo, negli anni, a creare, attorno a sé, un gruppo di validi fisici sperimentali (fra cui G. Bonera, P. Camagni, G. Chiarotti, G. Cristiani, R. De Micheli, A. Gigli, G. Lanzi, G. Olivelli, P. Sillano, L. Tosca) che ottennero risultati tali da poter porsi, in spettroscopia nucleare (e poi anche in spettroscopia molecolare), ad un livello di visibilità internazionale e, senz'altro, come il primo centro italiano di ricerca in questo settore. Nello stesso periodo, Giulotto collaborò con Fausto Fumi, che si occupava di fisica teorica dello stato solido, creando altresì un'ottima scuola di fisica dello stato solido, in cui si formarono, fra gli altri, Roberto Fieschi, Franco Bassani, Mario Tosi. 
Giulotto svolse pure importanti ruoli sia organizzativi che dirigenziali nell'ambito delle istituzioni scientifiche italiane. Oltreché essere stato direttore prima dell'Istituto di Fisica Superiore, poi dell'Istituto di Fisica Generale di Pavia, dal 1960 fino al suo pensionamento, si adoperò affinché la fisica della materia non passasse in secondo piano rispetto ad altri settori della fisica, come la fisica nucleare, creando, nel 1967, il "Gruppo Nazionale di Struttura della Materia" (GNSM) del CNR, così come si spese affinché fosse istituito un organo istituzionale simile all'INFN, cioè un Istituto Nazionale di Struttura della Materia (INSM), che vedrà la luce solo nel 1994.
Socio dell'Istituto lombardo di Scienze e Lettere, dell'American Physical Society e di altre società, accademie ed istituzioni scientifiche e culturali sia italiane che straniere, ottenne il Premio della Società Italiana di Fisica nel 1948, nonché la Medaglia d'oro dei benemeriti della Scuola, Cultura e Arte. Inoltre, la Società Italiana di Fisica, in suo memoria, ha istituito, a partire dal 2010, un premio annuale per giovani laureati con tesi in struttura della materia, così come l'Istituto Superiore di Studi Musicali "Franco Vittadini" di Pavia ogni anno bandisce il Premio "Luigi Giulotto" per far conoscere e valorizzare giovani interpreti.

## Principali pubblicazioni
- "Sulla misura della distribuzione angolare degli sciami duri col metodo delle coincidenze" (con P. Caldirola), La ricerca scientifica, Milano, Anno X, N. 12, 1939.
- Esercitazioni e problemi di fisica (con P. Caldirola), Tipo-litografia Cucchi, Pavia, 1940.
- "Sulla struttura fine delle righe Raman del CCL4" (con P. Caldirola), Il Nuovo Cimento, Anno XVII, N. 8, 1940.
- "Resonanz- und Isotopieffekt im Raman-Spektrum des CS2" (con P. Caldirola), Zeitschrift fur physikalische Chemie, B49 (1941) pp. 34-42.
- "Sulla struttura della banda Raman del PCL3 a 500 CM-1", Il Nuovo Cimento, Anno XVIII, N. 8, 1941.
- "Struttura fine della Hα", preprint CNR, Roma, 1946, e Ricerca scientifica e ricostruzione, Anno XVII, N. 2-3, 1947.
- "Fine structure of Hα", The Physical Review, LXXI (8) (1947) p. 562 (sunto del precedente lavoro).
- "Su alcune caratteristiche del fenomeno di induzione nucleare" (con  A. Gigli e P. Sillano), Il Nuovo Cimento, IV (3-4) 1947.
- "Su un nuovo aspetto del fenomeno di induzione nucleare" (con  A. Gigli e P. Sillano), Il Nuovo Cimento, IV (5-6), 1947.
- "Sull'origine dello spettro Raman di bassa frequenza nella calcite" (con G. Olivelli), Il Nuovo Cimento, V (2), 1948.
- "Low frequency Raman spectrum of calcite" (con G. Olivelli), "The Journal of Chemical Physics", 16 (5) (1948) pp. 555-556.
- "Sulla possibilità di un'interpretazione quantitativa dello spettro di Raman e infrarosso di bassa frequenza della calcite" (con G. Olivelli), Istituto Lombardo di Scienze e Lettere - Rendiconti, LXXXII (1), 1949.
- "Misure di ampiezza di segnali nucleari" (con G. Chiarotti), Il Nuovo Cimento, VIII (8), 1951.
- "Some experiments on the Z2 band" (con G. Chiarotti e F.G. Fumi), Defects in Crystalline Solids, report of 1954.
- "Nuclear relaxation and quasi-crystalline structure of liquids" (con G. Chiarotti e G. Cristiani), The Journal of Chemical Physics, Vol. 22, N. 6, 1954.
- "Spectres des cristaux et des liquides dans l'infrarouge lointain", Supplemento al Nuovo Cimento, Serie X, Vol. 2, N. 3, 1955.
- "Rilassamento nucleare e associazione molecolare" (con G. Lanzi e L. Tosca), Supplemento al Nuovo Cimento, N. 4, 1956.
- "Nuclear magnetic relaxation in mixtures of liquids" (con G. Lanzi e L. Tosca), Supplemento al Nuovo Cimento, Vol. 6, N. 3, 1957.
- "A model for nuclear spin relaxation by diffusion or by hindered rotations" (con R. De Micheli e G.F. Nardelli), in: Magnetic and Electric Resonance and Relaxation. Proceedings of the 11th Colloque Ampère, Eindhoven (NL), 2-7 July 1962, edited by J. Smidt, North-Holland Publishing Company/Interscience Publishers, New York, 1963.
- "La risonanza magnetica nucleare" (con G. Bonera), Giornale di Fisica, Vol. IV, N. 2, 1963.
- "Temps de relaxation en resonance magnetique nucleaire en relation avec les phenomenes d'adsorption, d'association moleculaire et de polymerisation", Journal de Chimie Physique, 1964.
- Fisica generale, 2 voll., Istituto di Fisica "A. Volta", Pavia, 1966-67 (con successive edizioni).
- "Brillouin scattering by acoustic field of limited coherence" (con R. De Micheli), Journal of the Optical Society of America, Vol. 61, N. 8, 1971.